# Elis Segerlund
Karl Albin Elis Segerlund, född 1 mars 1908 i Kräklingbo församling, Gotlands län, död 26 december 1974 i Halla församling, Gotlands län, var en svensk ingenjör, målare och tecknare.
Han var son till läraren Albin Segerlund och Elisabeth Pettersson. Segerlund studerade konst för Edvin Ollers och för Filip Månsson vid Tekniska skolan i Stockholm 1925–1926. Separat ställde han ut i Visby 1953 och medverkade i samlingsutställningar arrangerade av Gotlands konstförening. Hans konst består av djurstudier, stilleben och landskapsskildringar utförda i akvarell eller olja samt illustrationer för dagspressen. Segerlund är representerad vid S:t Olofs sjukhus i Visby. Han är begravd på Sjonhems kyrkogård.  